# Lucas Hägg-Johansson
Lucas Hägg-Johansson (sinh ngày 11 tháng 7 năm 1994) là một cầu thủ bóng đá người Thụy Điển thi đấu cho Kalmar FF.